# 五味洋子
五味 洋子（ごみ ようこ）は、日本のアニメーター、アニメーション研究家・評論家。
旧名は富沢 洋子（とみざわ ようこ）。

## 概要
群馬県高崎市出身。子供時代より東映動画やディズニーなどのアニメーション作品に関心を持ち、アド5やオープロダクションなどに所属してアニメーターとして『アルプスの少女ハイジ』、『母をたずねて三千里』、『未来少年コナン』などの作品に参加。
また大学入学後より東京アニメーション同好会（アニドウ）の会員となり、会報「FILM 1/24」の編集・編集長や、書籍『未来少年コナン』の発行などを経て、アニメーション評論家として『キネマ旬報』や『ユリイカ』増刊号の高畑勲特集、『週刊読書人』などに執筆。
結婚により五味洋子に改名。

## 著作
- 『未来少年コナン また、会えたね!』徳間書店、1983年[6]
- 『アニメーションの宝箱』ふゅーじょんぷろだくと、2004年[7]
- 『高畑勳監督大アンケート』自主出版、2019年[8]